# (19544) Avramkottke
(19544) Avramkottke (1999 JN33) – planetoida z grupy pasa głównego asteroid okrążająca Słońce w ciągu 3,71 lat w średniej odległości 2,4 j.a. Odkryta 10 maja 1999 roku.